# Линзе, Вальтер
Ва́льтер Ли́нзе (нем. Walter Linse, 23 августа 1903, Хемниц — 15 декабря 1953, Москва) — немецкий юрист, личная судьба которого позволяет отследить сложности и противоречия представителей германской правовой системы 30-х — 50-х годов XX века. Линзе — самая известная жертва похищений, осуществлённых восточногерманскими спецслужбами.

## Биография

### Детство и юношеские годы (1903—1932)
Вальтер Линзе родился 23 августа 1903 года в семье почтового секретаря Макса Линзе в городе Хемниц, где он провёл свое детство и по окончании школьного обучения в 1924 году получил аттестат зрелости. В том же году он поступает на юридический факультет Лейпцигского университета, по окончании которого работает в судебных учреждениях Хемница, Лейпцига и Штольберга.

### Нацистская Германия (1933—1945)

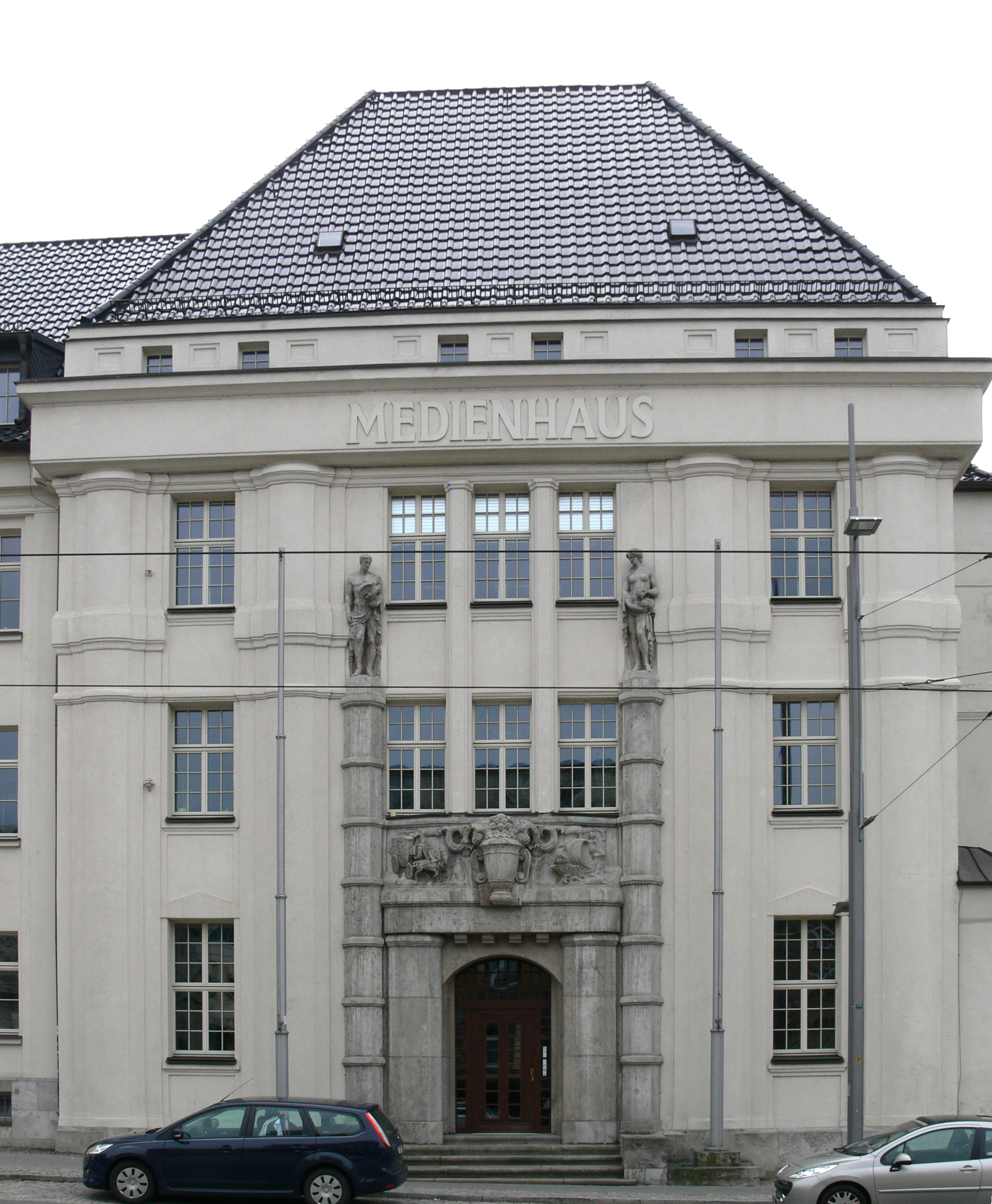
Здание бывшей торгово-промышленной палаты в Хемнице

Хотя по службе Линзе характеризовался как способный юрист с хорошими практическими знаниями, в ноябре 1933 года появляется распоряжение об увольнении его к концу года из окружного суда Лейпцига (причина такого решения возможно лежала в проводимом нацистами процессе захвата контроля над государственными учреждениями, в том числе и юстиции, в свете которого Линзе мог выглядеть недостаточно лояльным новой власти). Опережая такой исход дела, Линзе сам подает заявление об увольнении и, параллельно работая адвокатом, решает заняться написанием диссертации, которую успешно защищает в 1936 году. Спустя два года Линзе принимают на работу в торгово-промышленную палату в Хемнице на должность референта по вопросам «ариизации» (нем. Arisierung), называемой также «деевреизация» (нем. Entjudung), целью которой являлся перевод собственности евреев в руки государства и немецких промышленно-финансовых кругов. По современным оценкам, «благодаря» деятельности Линзе более 200 предприятий города сменили своего владельца или были ликвидированы. Лишь когда эта задача перестала быть актуальной, его основной обязанностью становится содействие в полном подчинении экономики нуждам войны. Кроме того, в это время он выступает перед общественностью со многочисленными лекциями, в которых пропагандирует проводимую нацистами экономическую и экспансионистскую политику. В октябре 1940 года Линзе вступает в ряды НСДАП, желая, по-видимому, оправдать возложенное на него со стороны руководства доверие; а значимость его работы для нацистской Германии так велика, что он даже не призывается на военную службу.

### Советская оккупационная зона (1945—1949)
По окончании войны Хемниц оказывается в советской оккупационной зоне, а Линзе, отрицавший в анкетах своё членство в НСДАП, продолжает работу в торгово-промышленной палате, став даже её руководителем, чему способствовали среди прочего свидетельства одного из его знакомых, утверждавшего, что Линзе принадлежал к группе сопротивления нацистскому режиму. «Ариизацию», которой он посвятил годы своей жизни, Линзе называет теперь «неправовой» (нем. Unrecht), и с неменьшим рвением занимается «денацификацией» предприятий города. Он сотрудничает с Либерально-демократической партией, стремясь осуществить свою мечту занять пост министра экономики Саксонии, чему, однако, мешают раз за разом всплывающие свидетельства его нацистского прошлого, которые некоторое время всё же удаётся опровергать. К тому же Линзе критически относится ко многим процессам, происходящим в Восточной Германии и отказывается вступать в правящую там партию СЕПГ, что ставит крест на его служебных перспективах и заставляет в июне 1949 года вместе со своей женою перебраться в Западный Берлин.

### Западный Берлин (1949—1952)
Поначалу Линзе работает юридическим представителем в одной из новообразованных фирм, однако достаточно скоро получает предложение возглавить экономический отдел управлявшегося и финансировавшегося ЦРУ и ставившего себе целью раскрытие неправовых отношений в ГДР Следственного комитета свободных юристов (нем. Untersuchungsausschuß Freiheitlicher Juristen). На новом поле деятельности он имеет прямые контакты сотрудниками ЦРУ, с городскими и западногерманскими властями и получает доступ к большому количеству информации о происходящих в Восточной Германии событиях, зачастую также секретного характера, которую передаёт своему руководству и широкой общественности. Всё это не остаётся незамеченным для спецслужб ГДР и Советского Союза, принявших решение выкрасть Линзе из Западного Берлина. Для похищения была привлечена целая группа из 4 человек с криминальным прошлым, которые получили автомобиль, пистолеты и эфир для усыпления жертвы.

### Похищение и смерть (1952—1953)

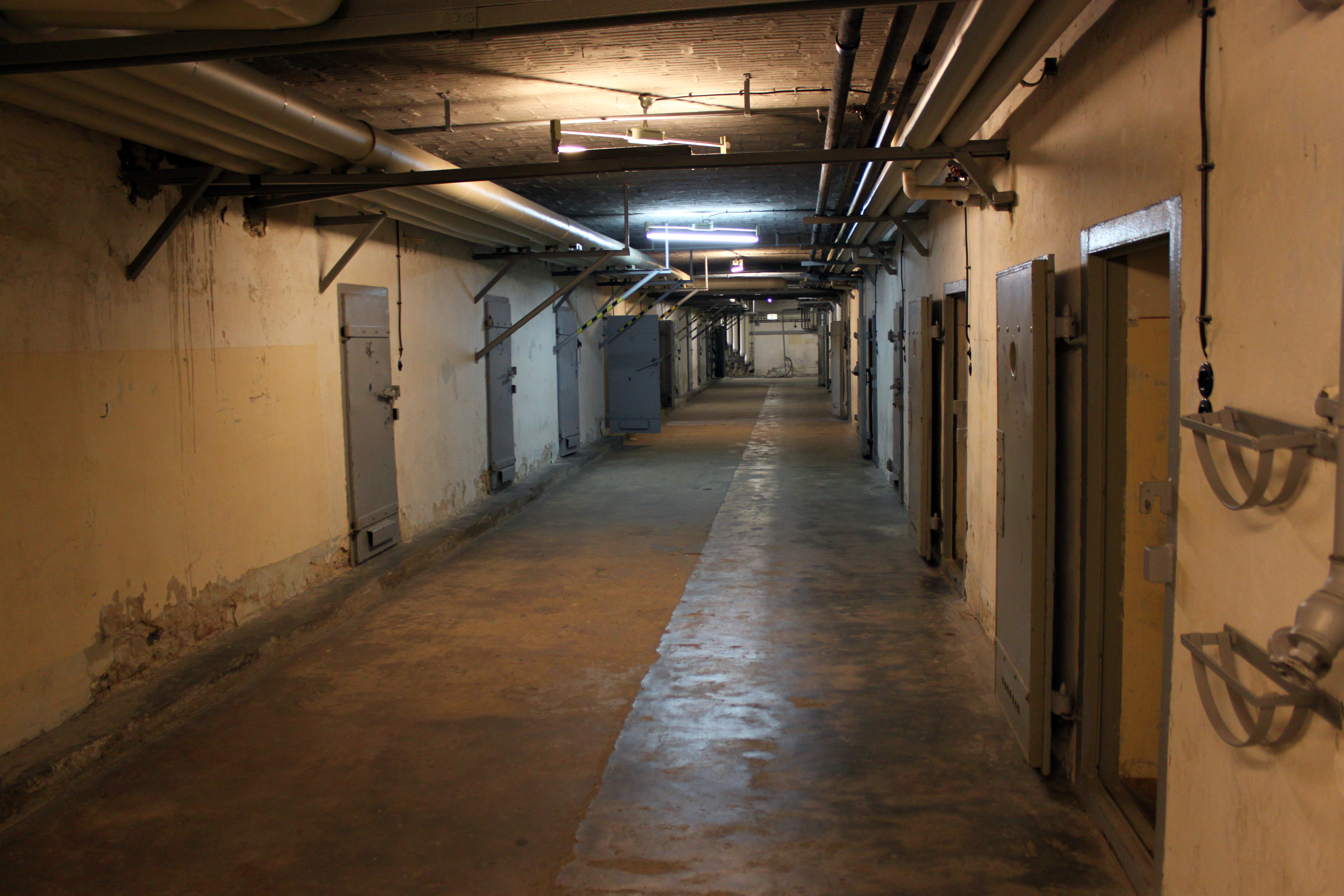
Тюрьма в Хоэншёнхаузене, где содержался Вальтер Линзе

Утром 8 июля 1952 года участники похищения затащили выходившего из своего дома Линзе в припаркованное рядом такси и, несмотря на сразу же организованное преследование, вывезли его на территорию ГДР, до границы с которой было всего порядка трёх километров, где и передали Линзе уже ожидавшим его сотрудникам Штази. Похищение Линзе стало сразу широко известно в Западном Берлине: бургомистр города, комиссар американской зоны и многотысячная демонстрация берлинцев требовали его немедленного освобождения. Однако это не возымело никакого действия, и Линзе остался в тюрьме восточноберлинского Хоэншёнхаузена, а Штази продолжило свои допросы (всего их будет около 200). 
Сломленный тяжелыми условиями содержания и угрозами Линзе признался во вменяемых ему преступлениях, сообщил имена граждан ГДР, сотрудничавших с ним, и впоследствии был передан советским спецслужбам. В общей сложности, в результате совместных действий министерств госбезопасности обеих стран по «делу Линзе» было арестовано около 300 подозреваемых. Сам Линзе с декабря 1952 года находился в советской следственной тюрьме в Карлсхорсте, где повергался всё новым и новым допросам. 23 сентября 1953 года военным трибуналом войсковой части 48240 Вальтер Линзе был признан виновным по статье 58, часть 6, 10 и 11, УК РСФСР в шпионаже, контрреволюционной агитации и участии в контрреволюционной организации и приговорён к высшей мере наказания — смертной казни через расстрел. Прошения о помилования были отклонены, и в октябре Линзе доставлен в Бутырскую тюрьму, где 15 декабря того же года приговор и был приведён в исполнение, останки сожжены в крематории, а пепел захоронен в одной из братских могил на территории Донского кладбища в Москве.

## Память, мнения и оценки

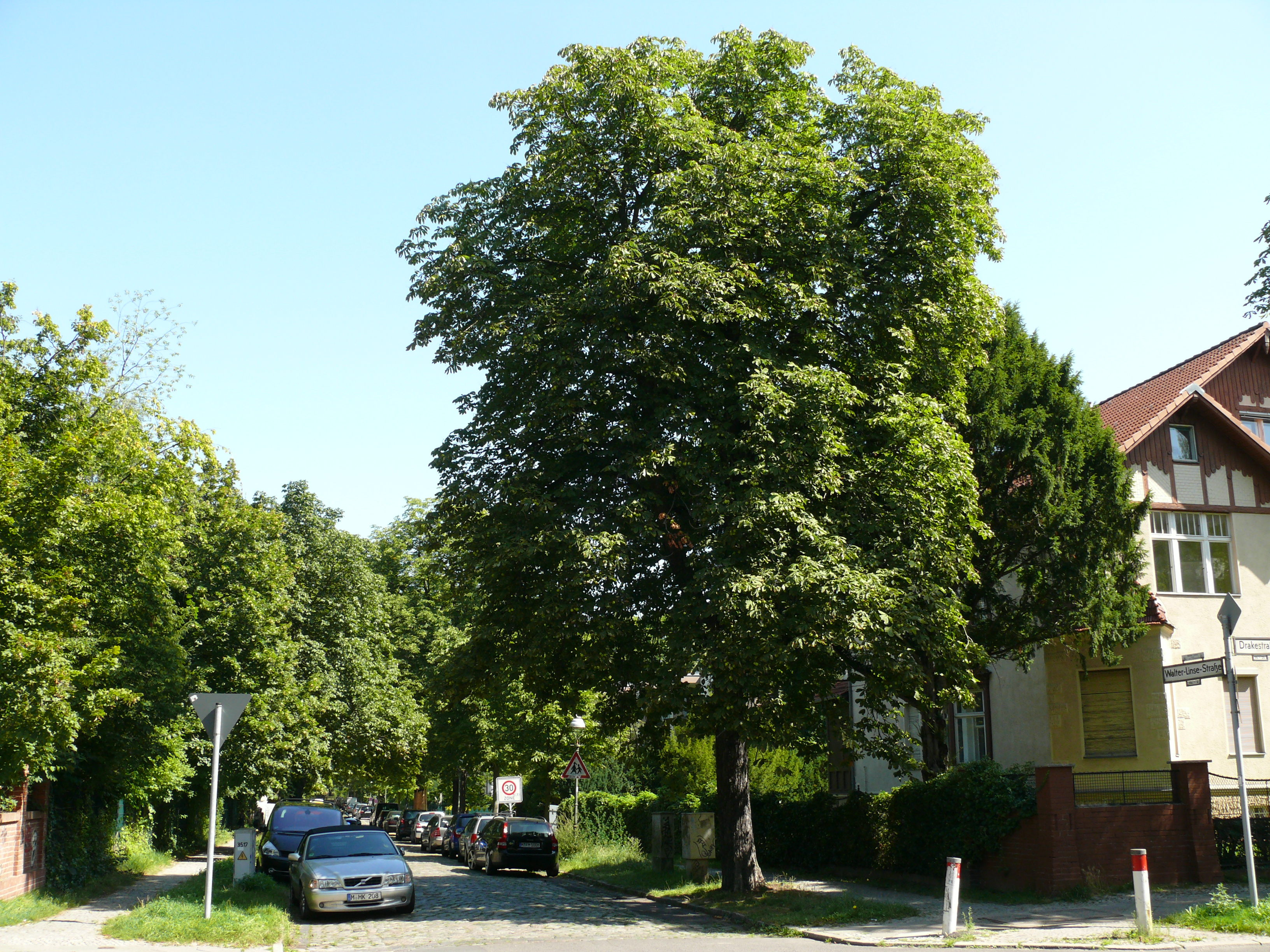
Улица, где жил и был похищен Вальтер Линзе, теперь носит его имя

Один из похитителей Линзе позднее был задержан в Западном Берлине и приговорён к 10 годам лишения свободы, остальные члены банды долгое время получали денежное и материальное довольствие от Штази, которая переселила их подальше от Берлина и выдала новые паспорта. 
Похищение, содержание в тюрьмах и последующая казнь Линзе, долго и безуспешно скрывавшиеся властями Восточной Германии и Советского Союза, сделала из него икону сопротивления коммунистическому режиму в ГДР. Улица в западноберлинском районе Лихтерфельде, где жил и был похищен Линзе, с 1961 года стала носить его имя. В 1996 году Вальтер Линзе был полностью реабилитирован главной военной прокуратурой России. Впервые вручённая в 2008 году премия за критический анализ коммунистической диктатуры в ГДР должна была носить имя Вальтера Линзе, однако вскрывшиеся детали его биографии времён нацистской Германии заставили отказаться от этой идеи. Кроме того партия Левых выступила за обратное переименование улицы Вальтера Линзе, что однако не нашло поддержки в ответственных за подобное решение инстанциях.
Хотя Линзе персонально не был причастен к физическому уничтожению еврейского населения Хемница и, по всей видимости, никогда не был антисемитом, его деятельность по «деевреизации» города, по сути лишившей средств к существованию сотен и сотен евреев (пусть и по действовавшим тогда законам и инструкциям), позволяет говорить об известной доле его соучастия в преступлениях нацизма. Остаётся фактом, что располагая информацией о дальнейшей судьбе бывших хозяев предприятий еврейского происхождения, отправляемых после лишения их собственности в концентрационные лагеря, Линзе с прежним усердием продолжал свою работу референта. Не будучи убеждённым нацистом (об этом говорит и тот факт, что в НСДАП он вступил лишь в 1940 году), Линзе тем не менее с полной самоотдачей выполнял свои обязанности по «ариизации», поскольку занимаемая им должность во многом соответствовала его способностям и наклонностям, а также помогала ему заметно подняться по социальной лестнице тогдашнего общества.
Необходимо отметить, что при вынесении приговора советским военным трибуналом факт сотрудничества Линзе с нацистами хотя и был известен, однако не играл никакой роли, а сам обвинительный приговор (что ещё раз подчёркивается реабилитацией) был не правовым, а политическим актом.